# CrystEngComm
CrystEngComm ist eine wissenschaftliche Fachzeitschrift, die von der Royal Society of Chemistry veröffentlicht wird. Die Zeitschrift wurde 1999 gegründet und erscheint derzeit mit zwölf Ausgaben im Jahr. Es werden Arbeiten veröffentlicht, die sich mit ingenieurswissenschaftlichen Fragestellungen aus den Bereichen der Festkörperforschung und der Kristallographie beschäftigen.
Der Impact Factor lag im Jahr 2020 bei 3,545. Nach der Statistik des Web of Science wird das Journal mit diesem Impact Factor in der Kategorie multidisziplinäre  Chemie an 76. Stelle von 178 Zeitschriften und in der Kategorie Kristallographie an sechster Stelle von 25 Zeitschriften geführt.